# Восемь (роман)
«Восемь» (англ. The Eight) — роман Кэтрин Невилл, написанный ею в 1970-е годы. Является дебютным произведением автора. Жанр романа — постмодернистский триллер.

## Сюжет
История представлена двумя пересекающимися сюжетными линиями, объединёнными шахматами аббатства Монглан. В одной из них — в конце XVIII в. главная героиня Мирей пытается разгадать тайну мистических шахмат, в которых зашифрована формула абсолютной власти. В неё также вовлечены такие известные исторические персонажи как Робеспьер, Марат, Талейран, Наполеон Бонапарт, Екатерина Великая. Действие происходит во Франции, Англии, Алжире, России и на Корсике.
Вторая сюжетная линия относится к 1970-м гг., где главная героиня Кэтрин Велис оказывается втянута в «Игру» с поисками шахмат. Действие происходит в США и Алжире.

## Критика
Роман получил положительные отзывы от The San Francisco Chronicle и The Los Angeles Times Book Review. The Washington Post Book World назвала его «женским ответом на Индиану Джонса». Флоренс Кинг из The New York Times отозвался о книге негативно, раскритиковав сюжет и стиль изложения.

## Интересные факты
В 2008 году Кэтрин Нэвилл выпустила сиквел данного романа — «Огонь» (англ. The Fire).

## Оригинальная публикация
- Neville, Katherine. The Eight (неопр.). — Ballantine, 1988. — ISBN 978-0-345-35137-1.